# Šuli Rand
Šalom "Šuli" Rand (hebrejsky: שולי רנד‎) (8. února 1962 Bnej Brak) je izraelský herec, spisovatel a zpěvák. Hlásí se k ortodoxnímu judaismu a proslavil se zejména svou rolí ve filmu Ushpizin, pro který napsal také scénář.
Narodil se v Bnej Braku do ortodoxní židovské rodiny. Do 18 let studoval ješivu Or Etzion. Po vojenské službě navštěvoval Herecké studio Nissana Nativa v Tel Avivu a stal se hercem. Opustil striktní náboženskou praxi, ke které se vrátil až roku 1996, kdy se přestěhoval do komunity breslovských chasidů v Jeruzalémě. Po šestileté pauze se vrátil k divadlu. Účinkoval zejména v one-man shows. Bydlí na jeruzalémském předměstí s manželkou a sedmi dětmi. V roce 2004 spolu se ženou založili Jeruzalémské židovské divadlo.